# Zaim Divanović
Zaim Divanović (serbisch-kyrillisch Заим Дивановић; * 9. Dezember 2000) ist ein montenegrinischer Fußballspieler.

## Karriere

### Verein
Divanović begann seine Karriere beim FK Otrant-Olympic. Im März 2017 spielte er erstmals für die erste Mannschaft des Zweitligisten in der Druga Crnogorska Liga. In der Saison 2016/17 kam er zu sechs Zweitligaeinsätzen. In der Saison 2017/18 absolvierte er 22 Spiele für Otrant. Zur Saison 2018/19 wechselte er zum Erstligisten OFK Titograd. Im Februar 2019 gab er dann sein Debüt in der Prva Crnogorska Liga. In seiner ersten Erstligaspielzeit kam er insgesamt zu zwölf Einsätzen, zudem wurde er als Kooperationsspieler weiterhin bei Otrant-Olympic eingesetzt und absolvierte dort 21 Partien.
Im Juli 2019 zog Divanović weiter zum Ligakonkurrenten OFK Petrovac. Für diesen kam er in der Saison 2019/20 nur einmal zum Einsatz, primär spielte er weiterhin auf Kooperationsbasis für Otrant-Olympic, für das er 24 Mal eingesetzt wurde. In der Saison 2020/21 kam er dann 33 Mal für Petrovac zum Zug und erzielte dabei fünf Tore. In der Saison 2021/22 absolvierte der Mittelfeldspieler bis zur Winterpause 18 Spiele.
Im Januar 2022 wechselte Divanović nach Belarus zum FK Schachzjor Salihorsk. Für Schachzjor kam er in der Spielzeit 2022 zu 22 Einsätzen in der Wyschejschaja Liha, mit dem Klub wurde er zu Saisonende Meister. Nach dem Titel wechselte er im Januar 2023 nach Russland zu Achmat Grosny.

### Nationalmannschaft
Divanović spielte zwischen 2018 und 2022 zehnmal für montenegrinische Jugendnationalteams.